# Reverse Logistics (Unternehmen)
Die Reverse Logistics GmbH (RLG) mit Sitz in Dornach (Aschheim) ist ein deutsches Unternehmen, das sich mit der Rücknahme von Produkten beschäftigt. Die RLG entwirft und betreibt mit ihren Tochter- und Beteiligungsunternehmen CCR und Cycleon Rücknahmelösungen und -systeme für Produkte, Komponenten und Materialien. RLG entstand aus dem Tochterunternehmen CCR Logistics Systems AG, gegründet 1991, welches maßgeblich von dem ehemaligen Vorstandsvorsitzenden und Aufsichtsrat Achim Winter aufgebaut und geführt wurde und der im Jahr 2007 erworbenen Cycleon B.V.

## Geschäftsfeld
Die RLG erstellt für Industrieunternehmen und Handel sowie für Endverbraucher Rücknahmekonzepte und übernimmt deren Umsetzung. Die Weiterverwertung der Stoffe erfolgt über:
- Recycling: Im Rahmen der Rücknahmelösung werden die Materialien einer Wiederverwertung zugeführt, um Sekundärrohstoffe zu gewinnen.
- Re-Use: In diesem Fall zielt die Rücknahme auf eine Wiederverwendung der zurückgenommenen Produkte ab. Dazu gehören
  - Rücknahme und Umtausch
  - Rücknahme und Wiederaufbereitung (Reparatur, Refurbishing oder Remanufacturing) mit anschließender Wiedervermarktung, entweder komplett oder als Ersatzteile.

Die RLG handelt außerdem werthaltige Materialien, die durch Recycling in Sekundärrohstoffe verarbeitet wurden.